# Kanan Minami
水波 風南
Œuvres principales
Première œuvre
- Mi no aru kanojo

Autres œuvres
- Honey x honey
- Tsubaki Love
- Mariés mais pas trop

Kanan Minami (水波 風南, Minami Kanan), née le 12 novembre 1979 dans le département de Saitama, près de Tōkyō, est une mangaka japonaise.

## Biographie
En 1999, elle a fait ses débuts avec Mi no aru kanojo. Le succès de L'Amour à tout prix et son étude assez pertinente des désirs féminins ont fait d'elle un des auteurs de premier plan du genre shōjo au Japon.
Parmi ses autres œuvres, on peut trouver Kakenenashi no Love no Torihiki, Perfect Partner, Shinju no Kusari, Love & Sex, Love & Beast et Honey x honey. En 2007, elle commence sa série Tsubaki Love qui sera publiée jusqu'en 2011 et qui aura connu une adaptation en OAV.
Son style au niveau graphique est connu comme étant très lumineux et en finesse.

## Œuvres
Toutes ses œuvres sont publiées dans le magazine Shōjo Comic de l'éditeur Shōgakukan.
- 1999 : Mi no aru kanojo
- 1999 : 17-sai Hajimete no H (nouvelle)
- 2001 : 16-sai Kiss (nouvelle)
- 2001 : Kakene Nashi no LOVE Torihiki (one shot)
- 2002 : Shinju no Kusari (2 tomes)
- 2002 : Perfect Partner (one shot)
- 2002 - 2004 : L'Amour à tout prix (8 tomes, publiés en version française par Akiko)
- 2003 : Love & Sex (nouvelle)
- 2004 - 2006 : Honey x honey (8 tomes, publiés en version française par Glénat[3])
- 2004 : Love & Beast (nouvelle)
- 2004 : Shite Wagamama H (nouvelle)
- 2005 : Geki Ai Motto Motometai (nouvelle)
- 2006 : Shiiku Hime (one-shot)
- 2007 : Rhapsody in Heaven (3 tomes, publiés en version française par Panini Manga[4])
- 2007 - 2011 : Tsubaki Love (15 tomes, publiés en version française par Panini Manga[5])
- 2010 : Neko kare cool (nouvelle)
- Depuis 2012 : Miseinen Dakedo Kodomo Janai[6]